# Delfina Bernal
Delfina Bernal (Barranquilla, 1941) es una pintora colombiana que trabaja el arte conceptual.

## Biografía
Sus primeros acercamientos al arte estuvieron ligados con la música, la lectura y la escritura. En su infancia soñaba con ser pianista o trapecista, no obstante, en 1959, con una carta de recomendación de la poeta Meira del Mar, fue aceptada en la Escuela de Bellas Artes del Atlántico. 
Una vez entró a la universidad, Bernal se convirtió en una estudiante muy activa. Tomó clases de pintura con Alejandro Obregón, Freda Sargent y Ángel Lockhart y de historia del arte con la artista Marie Claire de Andeis. En 1963 hizo su primera exposición individual en la Galería Arte Contemporáneo y al año siguiente obtuvo el tercer premio en el Salón Intercol de Artistas Jóvenes. En 1968 viajó a Nueva York en donde conoció otros artistas latinoamericanos como Fanny Sanín, Laura Márquez, José Gurevitch y Fernando Botero. En 1970, se graduó en la maestría del Parsons School of Design en Nueva York. Allí permaneció hasta 1973 cuando regresó a Barranquilla. Durante esos años nació su primera hija, con lo cual buscó trabajo como restauradora. De la mano con su actividad artística Bernal ejerció como docente de artes en la Escuela de Bellas Artes y en los colegios Hebreo y Pestalozzi. Además colaboró con el Diario del Caribe escribiendo notas sobre arte, feminismo y exposiciones, además de ilustrar algunos artículos. 
En 1974 junto con Álvaro Herazo fundó el Grupo 44, colectivo interesado por el arte conceptual, en el que participaron otros artistas como Ida Esbra, Eduardo Hernández, Víctor Sánchez y la lingüista Guilliam Moss. Con ellos hizo traducciones de textos de Roland Barthes y de Jeff Perrone y entrevistas a artistas como Luis Camnitzer. Estos trabajos a veces eran  firmados por uno de los miembros del grupo, otras por todos. En este grupo se interesaron por la vocación pedagógica del arte conceptual. En 1978 publicaron el artículo “El Arte Hoy” texto  que se ha considerado como manifiesto del colectivo donde afirman que en Barranquilla (a diferencia de Bogotá) se hacía arte conceptual, entendiendo este último como la necesidad del artista de comunicar ideas. Sustentaron desde allí su perspectiva internacionalista arguyendo que no eran “colonizados mentales” y defendieron la concepción de McLuhan en la que el arte conceptual es un arte de comunicación, y por tanto un arte sin fronteras.       

## Obra
En su trabajo se interesó por problematizar las geopolíticas del conocimiento norte-sur, así como los impactos de los mass media. Por ejemplo en su obra Declaración de amor a Jeff Perrone (1979) Bernal se tomó una serie de fotografías utilizando la gramática de la imagen de desnudo. En la serie, Bernal toma un baño mientras lee la revista Artforum. Sobre la segunda fotografía escribe una irónica carta de amor a Jeff Perrone. Antes de realizar este foto performance la artista había pedido permiso al crítico de arte norteamericano, Perrone, para publicar traducciones al español de algunas de sus reseñas con el fin de promover el debate sobre arte contemporáneo en Barranquilla. El crítico accedió si ella le pagaba 100 dólares por cada uno de sus textos. La obra fue su respuesta a la actitud transaccional de Perrone: un “pago” sarcástico en el que, en lugar de dinero, le ofrecía  una carta de amor escrita sobre autorretratos erotizados.
Esta obra se exhibió en la exposición La fotografía como documento en el arte conceptual en Barranquilla (1981) organizada por el artista conceptual Álvaro Barrios. La exposición indagaba por el lugar de la fotografía como elemento al servicio del arte, diferenciando entre las fotografías de registro y aquellas que funcionaban como obra potencial. En el plegable de la exposición se reprodujeron obras de Álvaro Herazo junto con la mencionada Declaración de amor a Jeff Perrone de Delfina Bernal. Al respecto, Carlos Monroy comentó que "La reproducción de la obra Declaración de amor a Jeff Perrone (1979) de Delfina Bernal incrementa la posibilidad que tiene un registro fotográfico de volverse obra. En este caso específico, integrando el sarcasmo como interruptor crítico a las políticas de “derechos de autor” en el mundo del arte".
 

La asimetría de geopolítica y de género parodiada en esta obra ha sido leída como pionera de los actos performáticos en clave feminista. Por ejemplo, la historiadora y crítica Alexa Cuesta analizó de este modo la pieza:
"La postura visual, crítica y tal vez feminista se establece en la secuencia fotográfica del desnudo de mujer que entra a tomar un baño de tina, en una casa antigua barranquillera, seduciendo al espectador, de manera deliberada y natural, en este caso a Perrone, que puede estar representado en el rol voyerista del espectador. En todas las escenas se encuentran ejemplares de la revista que ella deliberadamente manipula, abraza, pisa o deja a un lado de la composición cuadro a cuadro. La última escena culmina en la alcoba de la artista, una clara invitación al espacio más íntimo, su cuerpo".
Los estudios semióticos y de los medios masivos de comunicación a los que se había acercado como traductora y divulgadora, en primer lugar, se convirtieron en insumos para su práctica artística. Por ejemplo en su obra Montaña de comida I y II (1980), basada en el artículo Maquillaje para el consumo de Roland Barthes, Bernal hace una puesta en escena con la comida, a través del collage. Allí construye paisajes con comida, jugando con los elementos visuales de la fotografía y la publicidad.
Tras unas décadas de relativo olvido, su obra se ha reactivado en la última década. Lecturas pioneras como la realizada por Alexa Cuesta o retrospectivas feministas de artistas latinoamericanas, como la realizada por Andrea Giunta y Cecilia Fajardo-Hill, han sido fundamentales para volver el foco hacia su obra. Delfina Bernal reside en Estados Unidos, desde donde sigue elaborando propuestas artísticas y ordenando el archivo de su obra. Una obra de más de cinco décadas.